# Пархоменко, Михаил Давыдович
Михаил Давыдович Пархоменко (1924—1997) — советский передовик производства, фрезеровщик Иркутского авиационного завода Министерства авиационной промышленности СССР. Герой Социалистического Труда (1981).

## Биография
Родился 21 августа 1924 года в селе Алексеевка, Тыретского района Иркутской области в крестьянской семье.
С 1940 года после окончания средней школы обучался на курсах трактористов и работал трактористом местного колхоза села Алексеевка Тыретского района Иркутской области. С 1941 года был призван в ряды Красной армии, окончил Иркутскую школу авиационных механиков, после чего служил — мотористом авиационной станции 22-го запасного авиационного полка. Участник Великой Отечественной войны. 
С 1950 года после демобилизации из рядов Советской армии в звании сержанта  начал работать в системе партийных органов — инструктором, позже после окончания партийной школы работал —  пропагандистом сельскохозяйственного отдела Тыретского районного комитета КПСС Иркутской области. 
С 1957 года начал работать фрезеровщиком на Иркутском авиационном заводе, в сжатые сроки за высокую квалификацию и профессионализм М. Д. Пархоменко был удостоен работы со своим личным клеймом. 
19 июля 1957 года  Указом Президиума Верховного Совета СССР «за высокие трудовые достижения и за успехи, достигнутые в деле развития чёрной металлургии»  Михаил Давыдович Пархоменко был награждён Орденом Октябрьской революции.
28 мая 1960 года  Указом Президиума Верховного Совета СССР «за выдающиеся трудовые достижения и перевыполнение плана»  Михаил Давыдович Пархоменко был награждён Ордена Ленина.
20 августа 1981 года «закрытым» Указом Президиума Верховного Совета СССР «за выдающиеся достижения в выполнении плановых заданий десятой пятилетки и социалистических обязательств»  Михаил Давыдович Пархоменко был удостоен звания Героя Социалистического Труда с вручением Ордена Ленина и золотой медали «Серп и Молот».
Помимо основной деятельности занимался общественно-политической работой — избирался членом Иркутского бюро городского комитета КПСС и делегатом XXVI съезда КПСС. 
С 1993 года вышел на заслуженный отдых.
Умер 11 ноября 1997 года в Иркутске.

## Награды
- Медаль «Серп и Молот» (20.08.1981)
- Орден Ленина (25.03.1974; 20.08.1981)
- Орден Октябрьской революции (26.04.1971)
- Орден Отечественной войны 2-й степени (11.03.1985)

### Звания
- Почётный гражданин города Иркутска (1986[3])

## Память
- В Иркутске, на улице Сибирских Партизан, на доме №4, была установлена мемориальная доска в память Михаила Давыдовича Пархоменко.